# 숨은 하나님
숨은 하나님(hidden God, Deus abscoditus)이란 인간의 고난을 외면하시는 듯 멀리떨어진 하나님에 대한 묘사이다. 하나님은 본질에 있어서 이해할 수 없는 성품으로 설명될 때 숨겨진 하나님으로 표현한다. 반대적으로 예수 그리스도의 십자가의 사건 속에서 하나님의 드러남 즉 계시된 하나님(revealed God, Deus revelatus)으로 나타난다. 니콜라우스 쿠자누스,  루터, 그리고 칼빈의 작품들에서는 이것을 하나님의 본성과 연결시킨다. 마르틴 루터는 1525년에 쓴 노예의지론(De Servo arbitrio)에서 이 개념을 사용하였다. 시편과 로마서 강해에서도 언급하였다.

## 같이 보기
- 계시된 하나님

## 참고 문헌
- Volker Leppin: Deus absconditus und Deus revelatus. Transformationen mittelalterlicher Theologie in der Gotteslehre von „De servo arbitrio“; in: Berliner Theologische Zeitschrift 22 (2005), S. 55–69; ISSN 0724-6137
- Martin Luther: Vom unfreien Willen: dass der freie Wille nichts sei. Antwort D. Martin Luthers an Erasmus von Rotterdam; deutsche Übersetzung von De servo arbitrio, übersetzt von Bruno Jordahn, hrsg. v. Georg Merz; München 1983
- Horst Beintker: Luthers Gotteserfahrung und Gottesanschauung; in: Leben und Werk Martin Luthers von 1526 bis 1546 – Festgabe zu seinem 500. Geburtstag, Band 1; Berlin 19852; S. 39–62